# Jasuharu Takanaši
Jasuharu Takanaši (japonsky 高梨康治, Takanaši Jasuharu, * 13. dubna 1964, Tokio, Japonsko) je japonský skladatel filmové a herní hudby a klávesista.

## Přehled děl

### Anime seriály
- Beyblade G-Revolution (2003)
- Gantz (2004) – spolu s Nacukim Sogawou
- Džigoku šódžo (2005–2006) – spolu s Hiromi Mizutani
- Idaten Jump (2005–2006)
- Ajakaši: Japanese Classic Horror (2006)
- Džigoku šódžo: Futakomori (2006–2007) – spolu s Hiromi Mizutani
- Ikki tósen: Dragon Destiny (2007)
- Mononoke (2007)
- Naruto: Šippúden (2007 – doposud)
- Seto no hanajome (2007)
- Terra e… (2007)
- Ikki tósen: Great Guardians (2008)
- Wagaja no oinari-sama. (2008)
- Džigoku šódžo: Micuganae (2008–2009) – spolu s Hiromi Mizutani a Kendžim Fudžisawou
- Fairy Tail (2009–2013)
- Fresh Pretty Cure! (2009)
- Konničiwa Anne: Before Green Gables (2009) – spolu s Hiromi Mizutani a Kendžim Fudžisawou
- HeartCatch PreCure! (2010)
- Ikki tósen: Xtreme Xecutor (2010)
- Šiki (2010)
- Suite PreCure♪ (2011)
- Beelzebub (2011–2012) – spolu s Kendžim Fudžisawou
- Oda Nobuna no jabó (2012)
- Smile PreCure! (2012)
- Dansai bunri no Crime Edge (2013)
- Fantasista Doll (2013)
- Log Horizon (2013–2014)
- Z/X Ignition (2014)
- Bišódžo senši Sailor Moon Crystal (2014 – doposud)
- Francesca (2014) – spolu s Šúdži Katajamou
- Ore, Twintail ni narimasu. (2014)
- Fairy Tail (2014–2016) – druhá řada
- Log Horizon (2014–2015) – druhá řada
- Šinmai maó no Testament (2015)
- Show by Rock!! (2015) – spolu s Funta7 a Rega Sound

### Filmy
- Gekidžóban Naruto: Šippúden (2007)
- Gekidžóban Naruto: Šippúden – Kizuna (2008)
- Gegege no Kitaró: Sennennoroi uta (2008)
- Gekidžóban Naruto: Šippúden – Hi no iši o cugumono (2009)
- Eiga PreCure All Stars DX: Minna tomodači – kiseki no zen'in daišúgó! (2009) – spolu s Naoki Satóem
- Eiga Fresh PreCure! Omoča no kuni wa himicu ga ippai?! (2009)
- Gekidžóban Naruto: Šippúden – The Lost Tower (2010)
- Eiga PreCure All Stars DX2: Kibó no hikari – Rainbow Jewel o mamore! (2010) – spolu s Naoki Satóem
- Eiga HeartCatch PreCure! Hana no mijako de Fashion Show… desu ka?! (2010)
- Gekidžóban Naruto: Blood Prison (2011)
- Eiga Suite PreCure: Torimodose' Kokoro ga cunagu kiseki no Melody (2011)
- Road to Ninja: Naruto the Movie (2012)
- Eiga PreCure All Stars NewStage: Mirai no tomodači (2012)
- Eiga Smile PreCure! Ehon no naka wa minna čiguhagu! (2012)
- Gekidžóban Fairy Tail: Hóó no miko (2012)
- Eiga PreCure All Stars NewStage2: Kokoro no tomodači (2013)
- Dust (2013)
- The Last: Naruto the Movie (2014)
- Eiga PreCure All Stars NewStage3: Eien no tomodači (2014)
- Eiga PreCure All Stars: Haru no Carneval (2015)
- Boruto: Naruto the Movie (2015)

### OVA
- Šin hokuto no ken (2003)
- Seto no hanajome (2008)
- Halo Legends (2010) – spolu s dalšími skladateli
- Carnival Phantasm (2011)
- Ikki tósen: Šúgaku tóči keppu-roku (2012)
- Fate/Prototype (2011)
- Neppú kairiku buši Road (2013)